# Ti amo Maria
Ti amo Maria è un film del 1997 diretto e interpretato da Carlo Delle Piane, unica regia cinematografica dell'attore. La pellicola è tratta dalla commedia omonima di Giuseppe Manfridi.
Il film è stato girato nel comune abruzzese di Atri.

## Trama
In un piccolo paese del centro Italia, Maria svolge tranquillamente la sua vita, finché non inizia a ricevere chiamate anonime al telefono, sempre più pressanti e inquietanti. Maria crede di essere pedinata e per questo cerca di allacciare una nuova relazione con un ragazzo del posto. Poco dopo ricompare una vecchia fiamma, Sandro, un uomo introverso e solitario, il quale però si rivela essere lo stalker. Sandro è rimasto legato alla storia con lei. Non sembra in grado di farne a meno. La sua presenza la ossessiona. Finché un giorno il gioco si ribalterà e sarà lei ad inseguire lui, che alla fine si uccide in ascensore.

## Costi e incassi
Il film si rivelò un clamoroso flop al botteghino: a fronte di un finanziamento statale di 1 miliardo e 296 milioni di Lire, fu visto solamente di circa un migliaio di spettatori.